# 西洛根 (北達科他州)
西洛根（英語：West Logan）是位於美國北達科他州洛根縣的一個未組織地區。

## 地方資料
西洛根的面積為1146.66平方千米，當中陸地面積為1132.92平方千米，而水域面積為13.73平方千米。根據2010年美國人口普查的數據，當地共有人口346人，而人口密度為每平方千米0.3人。